# 特超巨星

太陽與大犬座VY的比較。特超巨星是目前所知最大的恆星。

特超巨星（Hypergiant）是一种恒星，具有极高质量与光度，在耶基斯光譜分類中，光度属于 0（即数字 zero），位处赫罗图最上方，其质量流失非常大。

## 特徵
尽管存在更精确的定义，但特超巨星通常指称一种结构最为松散的大质量恒星。在 1956 年，天文学家 Feast 与 Thackeray 提出采用超超巨星（即 super-supergiant）这一名词描述绝对星等高于 MV =-7 的恒星，后来改用特超巨星（hypergiant）描述。
在1971年，肯那建議這個名詞只應使用在有著明顯的H-α發射譜線的超巨星，表示這是有著擴張的恆星大氣層或相對而言有高速率質量流失的恆星。肯那的這個準則在今天仍是科學家最常用的，這意味著特超巨星的質量無須比相似的超巨星更大。現在，大部份的大質量恆星都被認為是特超巨星，質量的範圍在100-150太陽質量。
特超巨星是非常明亮的恆星，可以達到太陽光度的數百萬倍，並且溫度範圍非常廣泛，從3,500K至35,000K。由於內部的不穩定性，幾乎所有的特超巨星的光度都會隨著時間改變。
以天文學的尺度來說，因為特超巨星的質量都很大，因此它們的生命期都很短，只有幾百萬年，相較之下太陽有100億年的壽命。也因為如此，特超巨星就顯得很罕見，現在我們知道的大約只有100顆。
特超巨星不可以和高光度藍變星混淆，特超巨星是因為它的大小和高質量流失率而分類的，而高光度藍變星只是大質量的藍超巨星在演化的過程中流失大量的質量。

## 特超巨星的穩定性
當恆星的光度隨質量而增加，特超巨星的光度經常非常接近愛丁頓極限，簡單的說，就是向內的重力壓力等於向外的輻射壓力的亮度。這意味著特超巨星通過光球層的輻射性通量可能足以堅固的支撐起光球層。在愛丁頓極限之上，恆星會產生過量的輻射，使其外層的部分會被拋出；這將有效的阻止恆星長期的以如此高的光度閃耀。
承載著此種驅動風的一個很好的候選者是海山二（船底座η），是曾被觀測過的質量最大和最亮的恆星之一。估計它的質量是130倍的太陽質量，光度是太陽的400萬倍，天文物理學推測海山二可能會不定時的超越愛丁頓極限。最近的一系列的爆發可能發生在1840-1860年代，造成的質量損失高於當前對恆星風的認識所允許的。
相對於線性驅動的恆星風（就是那些驅動恆星吸收光線造成大量窄譜線），連續的驅動不需要金屬的元素存在－ 除了氫和氦之外的其他元素，在光球層上有這樣的譜線。這很重要，因為大部分的大質量恆星是都是金屬非常貧乏的，這意味著這些工作不會受到金屬量的影響。有相同譜線的原因是，連續的驅動可能也提供了在大霹靂之後誕生的第一代恆星質量上限，它們是完全沒有金屬的。
另一種解是大質量噴發的理論，例如，海山二是一種理想的位於深層流體動力學的爆炸，將封閉在外層的一部分爆破掉。在這種觀念下，即使光度低於愛丁頓極限之下，內層沒有足夠的熱對流，結果是密度反轉的位能導致大質量的爆發。對這種理論的探討不多，也不確定是否真的會發生爆炸。

## 已知的特超巨星
特超巨星的稀有造成研究上的困難。它們似乎是溫度最低的特超巨星的光度上限（它們的顏色是黃色和紅色）：它們每一顆的熱星等都超過-9.5等，這相當於太陽光度的50萬倍，而目前還不知道原因。

### 高光度藍變星
許多高光度藍變星都被歸類為特超巨星，事實上也是夜空中已知的最亮天體：
- 天鵝座P：位於北天的天鵝座。
- 劍魚座S：位於鄰近星系的大麥哲倫星雲內，南天劍魚座的方向。出現在大麥哲倫星雲的超新星SN 1987A之前也是一顆特超巨星。
- 海山二：位於鑰匙孔星雲NGC 3372內，位置在南天的船底座。海山二非常巨大，質量大約是太陽的120-150倍，光度是太陽的400-500萬倍。
- 手槍星：接近銀河系的中心，位於人馬座內。手槍星的質量可能是太陽的80～150倍，光度是太陽的170萬倍。
- 在星團Cl* 1806-20內的幾顆恆星：在銀河系的另一側，其中的LBV 1806-20是已知最亮的一顆，光度是太陽的200-4000萬倍，也是最重的恆星之一。

### 藍特超巨星
- 天蝎座ζ1：在天蝎座的OBv星協OB-1內最亮的恆星，和高光度藍變星的候選者。
- MWC 314：在天鷹座內，是另一顆高光度藍變星的候選者。
- HD 169454：在盾牌座。
- BD -14° 5037：靠近前者的一顆星。
- 天鵝座OB2-12：有些作者認為它是一顆高光度藍變星。
- R136a1：報告中質量最大的恆星，估計質量是太陽的351倍。
- HDE 269128（大麥哲倫雲中的R81）：高光度藍變星候選者，食聯星系統。
- HD 268835（大麥哲倫雲中的R66）
- 南十字座BP[5]
- 人馬座HT[5]
- 天鵝座V2140[5]
- 人馬座V4030
- 天鵝座V1768[5]
- HD 37974[6]（大麥哲倫雲中的R126）
- HD 32034[7]（大麥哲倫雲中的R62）

### 白特超巨星
- 仙后座6

### 黃特超巨星
黃特超巨星是非常罕見的一種恆星，在我們的銀河系中只發現了8顆：
- 仙后座ρ：在北天的仙后座，亮度大約是太陽的50萬倍
- 仙后座V509（HR 8752）
- IRC+10420
- 也可以參考維斯特盧1內的恆星。
- IRAS 17163-3907
- 半人馬座V766:迄今为止发现的最大黄特超巨星，直径为太阳的1300倍。

### 紅特超巨星
- 仙王座RW
- 天鵝座NML
- 人马座VX
- 仙王座VV
- 英仙座S
- 大犬座VY
- 盾牌座UY